# 秦大士
秦大士（1715年—1777年），字鲁一，号涧泉，又号鑑泉、秋田老人。江苏江宁人。
秦大士是南宋宰相秦檜的後代，世居金陵。父秦有倫官翰林院侍讲学士。長子秦承恩曾任翰林院侍讲学士。秦大士曾於岳飛墓前提對聯曰：「人從宋後羞名檜，我到墳前愧姓秦。」

## 年谱
康熙五十四年（1715年）出生。
乾隆十七年（1752年）皇太后六十大寿特设恩科，為恩科状元。授翰林院修撰。
乾隆四十二年（1777年）病卒。